# Привиди з вчора
Привиди з вчора (англ. The Ghosts of Yesterday) — американська мелодрама режисера Чарльза Міллера 1918 року.

## Сюжет
Після того, як його дружина/модель померла від голодування, збіднілий художник зустрічає іншу жінку з вражаючою подібністю до неї.

## У ролях
- Норма Толмадж — Рут Грем / Жанна Ле Флюр
- Юджин О'Брайєн — Говард Марстон
- Стюарт Холмс — граф Паскаль Де Фондрас
- Джон Дейлі Мерфі — герцог Де Ліссак
- Генрі Хеберт — Роджер Стірнс
- Іда Дарлінг — Місіс Уїтакер
- Бланш Дуглас — Марі Калукс